# 森林管理局
森林管理局（しんりんかんりきょく）とは、林野庁の地方支分部局である。1999年（平成11年）に旧: 営林局を改組した組織である。また、森林管理局には国有林野の管理及び処分に関する事項を調査審議することを目的とする国有林野管理審議会が置かれる。下部機関として森林管理署（旧: 営林署）がある。

## 所掌事務
農林水産省設置法第33条に基づき林野庁の所掌事務のうち、以下の事務を分掌する。
- 管理経営計画の樹立その他の国有林野の管理経営を行うこと（国有林野と一体として民有林野の整備及び保全を行うことを含む。）。
- 民有林野の造林及び森林の経営の指導並びに森林治水事業の実施に関すること。
- 林野の保全に係る地すべり防止に関する事業の実施に関すること。

## 森林管理局
| 名称               | 位置   | 管轄区域 |
| ------------------ | ------ | --- |
| 北海道森林管理局   | 札幌市 | 北海道 |
| 東北森林管理局     | 秋田市 | 青森県、岩手県、宮城県、秋田県、山形県                                                                           |
| 関東森林管理局     | 前橋市 | 福島県、茨城県、栃木県、群馬県、埼玉県、千葉県、東京都、神奈川県、新潟県、山梨県、静岡県                         |
| 中部森林管理局     | 長野市 | 富山県、長野県、岐阜県、愛知県                                                                                   |
| 近畿中国森林管理局 | 大阪市 | 石川県、福井県、三重県、滋賀県、京都府、大阪府、兵庫県、奈良県、和歌山県、鳥取県、島根県、岡山県、広島県、山口県 |
| 四国森林管理局     | 高知市 | 徳島県、香川県、愛媛県、高知県                                                                                   |
| 九州森林管理局     | 熊本市 | 福岡県、佐賀県、長崎県、熊本県、大分県、宮崎県、鹿児島県、沖縄県                                                 |